# Cliente oculto
Cliente Oculto ou Cliente Misterioso, é uma ferramenta utilizada por empresas de pesquisa de mercado, para medir a qualidade do atendimento de empresas, através de informações específicas sobre produtos e serviços. Os Clientes Ocultos - durante uma avaliação - interpretam jornadas de atendimento. Os relatórios de experiência do cliente garantem uma análise através da perspectiva de quem é o principal stakeholder da empresa.
O cliente oculto começou a ser utilizado, nos Estados Unidos, na década de 40, como uma medida para verificar a integridade dos funcionários. Com a internet, o uso da ferramenta se difundiu mundialmente, pois os custos abaixaram consideravelmente. No Brasil, a metodologia tem sido cada vez mais implementada por pequenas e médias empresas. Seguem como líderes de contratação dos serviços, holdings[carece de fontes?] e franquias.
As ferramentas para as avaliações com clientes ocultos variam entre simples questionários até gravações completas em áudio e vídeo. Muitas empresas que implementam esta ferramenta, fazem a gestão o projeto online, permitindo aos shoppers utilizarem a internet para demonstrar interesse em participar de pesquisas, encontrar trabalhos, preencher pesquisas e receber remuneração. Os estabelecimentos onde as pesquisas com clientes ocultos são mais utilizadas, atualmente são: farmácias, varejo, hotéis, restaurantes, cinemas, bancos, concessionária de veículos e redes de franquias.